# Ануло
Ануло (дат. Anulo; погиб в 812) — претендент на датский престол в 812 году, принадлежавший к династии Скьёльдунгов, предположительно племянник Харальда Боезуба. После смерти Хемминга воевал за корону с Сигфредом, погиб в бою, но его армия победила («Анналы королевства франков» сообщают, что в этом сражении погибли 10840 человек). После этого королями стали братья Ануло, Харальд Клак и Регинфрид. Согласно одной из гипотез, в изложении средневековых историков Ануло превратился из-за необычного и неправильно понятого имени в Сигурда Кольцо.